# Nemesis aggregata
Nemesis aggregata är en kräftdjursart. Nemesis aggregata ingår i släktet Nemesis och familjen Eudactylinidae. Inga underarter finns listade i Catalogue of Life.